# Lemba-Lakkous

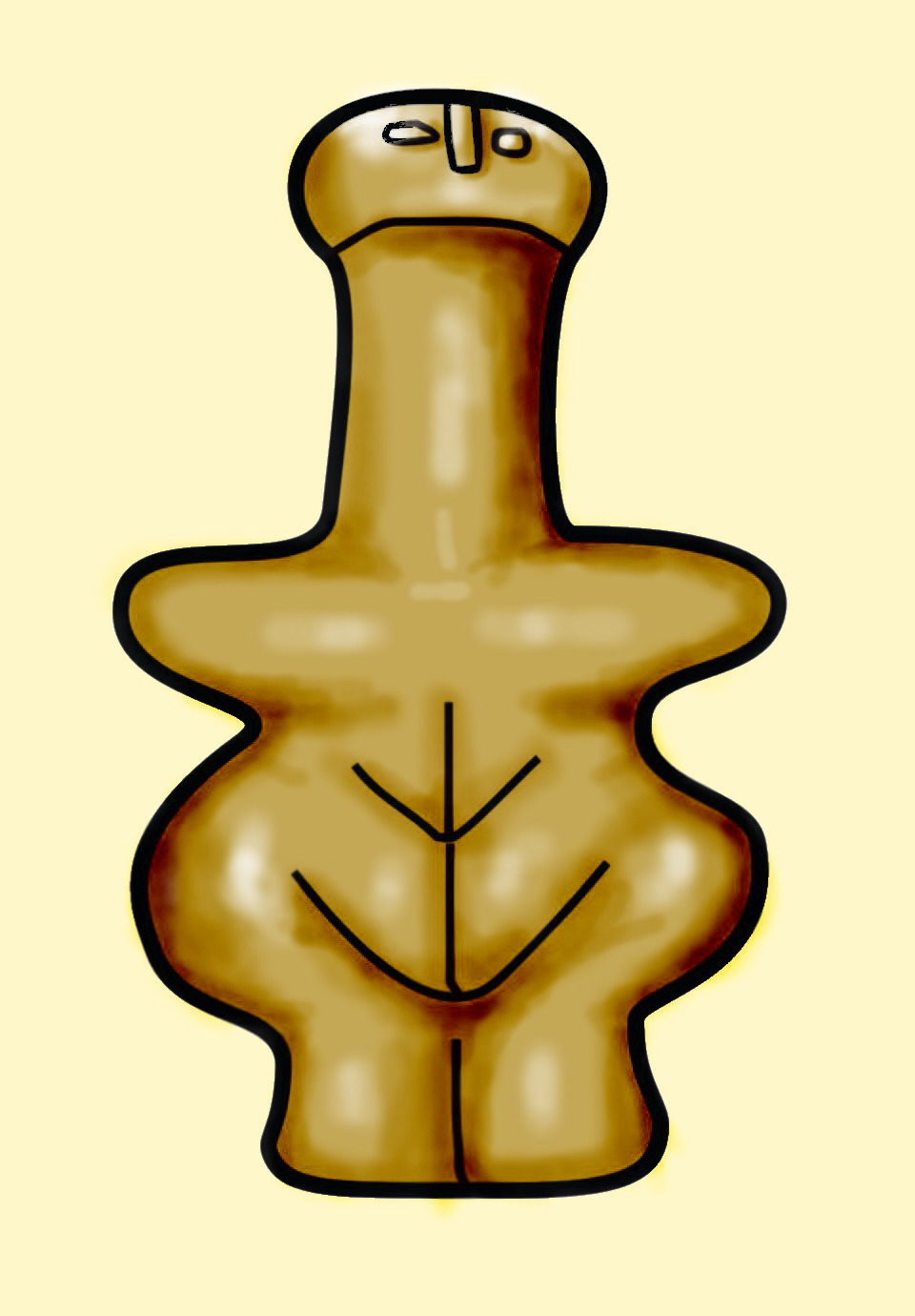
Neolithisches Idol

Bei Lemba auf Zypern konnte von 1976 bis 1983 eine kupferzeitliche Siedlung (ca. 3500–2500 v. Chr.) teilweise ausgegraben werden. 
Die Ausgrabungsstätte wird als Lemba-Lakkous bezeichnet. Der ca. 3 ha große Ort liegt an der Westküste der Insel. Es konnten diverse runde Bauten untersucht werden, die einen Durchmesser von bis zu 6 m hatten. Zu den Funden gehören unter anderem stilisierte Figuren aus verschiedenen Materialien. Die hier gefundene Keramik ist rot auf weiß, mit geometrischen Mustern bemalt. Viele der besten Keramikgefäße fanden sich in dem Gebäude 1, in dem sich auch ein Hort von Steinäxten und eine 36 cm große Kalksteinfigur fanden (Lemba Lady). Dieses Haus stand ca. 100 m entfernt von dem Rest der Siedlung. Direkt nördlich von ihm fanden sich auch viele Bestattungen, so dass angenommen wird, dass es eine Art Tempel für den Totenkult war.
Die oft in Sichtweite von Hotels erfolgten Grabungen hatten auch häufige „Besuche“ von Grabungstouristen zur Folge, daher hat man ein geeignetes Gelände am nördlichen Ortsrand erworben, um dort einige Nachbauten (bronzezeitliche Siedlungsteile) zu errichten. Zugleich ermöglichte der wissenschaftlich dokumentierte Nachbau das Studium der Bautechnik und materialkundliche Langzeitexperimente.